# Srna
Srna (samca imenujemo srnjak; znanstveno ime Capreolus capreolus) je vrsta iz rodu jelenov, ki živi v listopadnih in mešanih gozdovih v Evropi, Mali Aziji in ob Kaspijskem morju.

## Videz
Srna je v primerjavi z drugimi jeleni sorazmerno majhna, v dolžino meri 95–135 cm, v višino pa do ramen 65–75 cm. Tehta od 10 do 35kg. Dlaka po telesu je rdečkasta, na glavi pa siva. Kožuh postane pozimi temnejši, na spodnji strani je svetlejši, na trtičnem predelu pa je bel. Ima kratek rep, ki meri 2–3 cm. Rogovje imajo le samci in pozimi odpade ter spomladi ponovno zraste. Starejši srnjaki imajo rogovje, veliko tudi do 25 cm in ima dva, tri, štiri ali redko pet parožkov.